# Gnophomyia subhyalina
Gnophomyia subhyalina is een tweevleugelige uit de familie steltmuggen (Limoniidae). De soort komt voor in het Neotropisch gebied.